# Paraleia funerea
Paraleia funerea är en tvåvingeart som beskrevs av Freeman 1951. Paraleia funerea ingår i släktet Paraleia och familjen svampmyggor. Inga underarter finns listade i Catalogue of Life.